# Mort à Beyrouth
Ne doit pas être confondu avec Mort à Sarajevo, Mort à Venise ou Mort à Buenos Aires.
Mort à Beyrouth est le 26e roman de la série SAS, écrit par Gérard de Villiers et publié au 2e trimestre 1972 dans la collection Plon (Presses de la Cité). Comme tous les SAS parus au cours des années 1970, le roman a été édité lors de sa publication en France à 100 000 exemplaires.
L'action se déroule courant 1972 à Beyrouth. 

## Personnages principaux

### Les Américains et alliés
- Malko Linge : héros du roman.
- Chris Jones et Milton Brabeck : agents de la CIA.
- Jerry Cooper : chef de l'antenne de la CIA à Beyrouth.

### Les Russes et alliés
- Harry Erivan
- Katia
- Lieutenant-colonel Youri Davoudian.

### Les Libanais et les Palestiniens
- Jezzine Khalil
- Mouna Khalil
- Leila Khouzy
- Prince Mahmoud
- Samir et Adel Khalil
- Colonel Wissam
- Elie Nabatie
- Houry

### Autres
- Mireille
- Harold
- Révérend-père Doury.

## Résumé

### Mise en place de l'intrigue
À la suite de la visite de Richard Nixon en Chine en 1972 et au réchauffement diplomatique entre les deux pays, les Chinois souhaitent acheter une trentaine d'avions longs-courriers Boeing 707 aux États-Unis. Ces derniers veulent un dispositif commercial discret. Pour cela un accord est mis en place : les Américains vont vendre des avions à l'entreprise dirigée par Jezzine Khalil, important commerçant libanais, qui les revendra ensuite aux Chinois. Quand le récit commence, les deux frères de Jezzine Khalil, Samir et Ade, sont exécutés avec de l'acide prussique par Harry Erivan, sur ordre du lieutenant-colonel du KGB Youri Davoudian. En effet l'Union soviétique veut mettre des bâtons dans les roues des Américains et des Chinois, et a décidé de s'en prendre au « maillon faible », Jezzine Khalil. Sous couvert de la Drug Enforcement Administration et officiellement chargé d'enquêter sur un trafic de drogue, Malko est envoyé au Liban pour protéger le commerçant et découvrir qui peut être la « taupe », nécessairement proche de lui, qui a renseigné les Russes sur la vente d'avions. Il doit faire aussi en sorte que Jezzine signe le plus rapidement possible les contrats.

### Aventures
Après avoir rencontré Jezzin, Malko n'identifie que deux suspects possibles : la secrétaire (Houry) ou l'épouse (Mouna). Ses soupçons se portent sur Mouna quand il découvre qu'elle a une maîtresse, Katia, masseuse de profession, et que les deux femmes entretiennent une relation lesbienne. Lors d'une soirée chez Mouna, une invitée, Mireille, est assassinée par strangulation. Malko se demande la raison de ce meurtre, puis apprend que Mireille avait été le témoin de la mort d'un des frères Khalil et pouvait identifier l'auteur du meurtre (Harry Erivan). Malko enquête sur ce meurtre et des indices importants laissent à penser que c'est Katia qui a fait le coup.
Il se rend chez la masseuse, qui tente de l'assassiner. Il ne doit la vie sauve que grâce à l'intervention d'un militaire qu'il avait rencontré peu avant, Elie Nabatie. Son enquête le mène vers Harry Erivan. Une course-poursuite a lieu, au cours de laquelle l'homme, qui avait reçu un radio-émetteur miniaturisé contenant une bombe (et ignorant l'existence de la bombe), actionne le radio-émetteur pour alerter le lieutenant-colonel Youri Davoudian. Le radio-émetteur explose alors et tue Harry Erivan. Cette piste là s'effondre. Reste alors Katia. Mais, alors que Jezzine Khalil est sur le point de signer les contrats de vente avec les Chinois, il est enlevé par des Palestiniens manipulés par Katia, et emporté au camp palestinien de Sabra.

### Dénouement et fin du roman
Malko monte une opération audacieuse pour délivrer le commerçant, notamment avec l'aide du révérend-père Doury. Après des combats à coup de mitraillettes et revolvers, Jezzine Khalil est libéré. Il revoit les Chinois et signe en secret les contrats. Peu après, il est fait prisonnier par Katia (Jezzine n'était pas au courant de ses activités d'agent secret) et longuement torturé. 
Lorsque Malko et la police libanaise interviennent, Katia se suicide en se jetant dans le vide. Quant à Jezzine, il meurt des suites des tortures reçues. Il est « mort à Beyrouth ».

## Autour du roman
La prochaine fois que Malko se rendra au Liban, ce sera en 1984 dans Les Fous de Baalbek (SAS n°74). Ultérieurement, ce sera en 2002 dans La Manip du Karin A (SAS n°147).